# Ахіл Татій
Ахіл Татій або Ахіл Тацій (грец. Ἀχιλλεὺς Τάτιος) (середина — кінець II століття) — давньогрецький письменник часів Римської імперії, автор роману «Левкіппа та Клітофонт» — одного з 5-ти відомих давньогрецьких романів про кохання.

## Життєпис і творчість
Про життя Ахіла Татія майже нічого невідомо, окрім того, що він жив і працював (писав) у місті Александрія Єгипетська. Прославився, насамперед, своїм романом «Левкіппа та Клітофонт», який складається з 8 книг. Дослідниця Беркова Є. А. у своєму огляді «Греческий любовный роман. Харитон. Ксенофонт Эфесский. Ахилл Татий» вважає, що роман було написано наприкінці ІІ століття, але перед 194 роком н.е.
Головна тема роману — любов між молодятами, що зазнають випробувань, стикаючись з розбійниками, подорожуючи по світу. Події відбуваються і в Александрії, завдяки чому ми маємо опис міста у ІІ столітті н. е.
Твір цінний своїми описами природи і творів мистецтв, своїми софістичними міркуваннями про любов, але має невдалу зав'язку (неймовірність подій) і недостатній розвиток сюжету. Стиль рясніє риторичними персонажами, які досить схожі між собою. Перше видання цього роману з'явилося в 1601 році.

## Два Ахіла Татія
Деякий час вважалося, що Ахіл Татій жив у IV ст. і, окрім письменницької діяльності, займався також і наукою. Ця плутанина виникла завдяки помилковому ототожненню двох різних людей з однаковим ім'ям у візантійському словнику Суда (Х ст.), якій містить наступну статтю:
 Ахіл Статій (Ἀχιλλεὺς Στάτιος) з Олександрії, автор історії про Левкіппу і Клітофонта та інших любовних історій в восьми книгах. Зрештою, він став християнином і єпископом. Він є автором творів «Про сферу» (Περὶ σφαίρας), «Про етимологію» (Περὶ ἐτυμολογίας), «Історична суміш» (Ἱστορίαν σύμμικτον), в якій згадуються багато великих і чудових людей. Його стиль у всіх цих творах близький стилю любовних історій. 
З перерахованих творів зберігся текст астрономічного трактату «Про сферу», але визначити, чи дійсно тракт і роман належать одному автору, дуже складно, оскільки важко виявити подібні стильові риси між любовним романом і твором з астрономії.
З іншого боку, у романі неможливо знайти жодних натяків на християнські ідеї і це викликає великий сумнів, що він міг бути християнином і єпископом. Тому, можна припустити, що письменник Татій і вчений Татій — це дві різні людини.